# Wadym Rabinowytsch

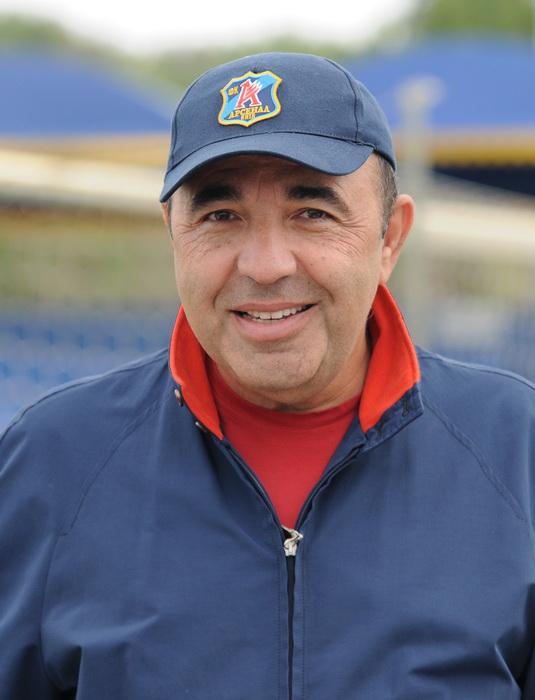
Wadym Rabinowytsch (2009)

Wadym Sinowijowytsch Rabinowytsch (in deutscher und englischer Presse oft auch Vadim Rabinovich o. ä., ukrainisch Вадим Зіновійович Рабінович; russisch Вади́м Зино́вьевич Рабино́вич; * 4. August 1953 in Charkow, UdSSR) ist ein ukrainisch-israelischer Oligarch, Sportfunktionär, Politiker (Oppositionsplattform – Für das Leben), Mäzen sowie der Vorsitzende des All-Ukrainischen Jüdischen Kongresses, der dem Jüdischen Weltkongress angehört.

## Leben
Als Geschäftsmann besaß er zunächst ein Möbelimportgeschäft, später exportierte er ukrainisches Erdgas. Unter der Anklage unterschiedlicher Verbrechen verurteilt und ausgebürgert, verließ er das Land und wurde aufgrund seiner jüdischen Herkunft israelischer Staatsbürger. Später wurde die Verurteilung aufgehoben und seine ukrainische Staatsbürgerschaft wiederhergestellt.
Rabinowytsch gründete 1997 den Allukrainischen Jüdischen Kongress, eine der wichtigsten jüdischen Vereinigungen in der Ukraine. Rabinowytsch ist zudem Vorsitzender des 2012 gegründeten European Jewish Parliament, einem weitgehend inaktiven Dachverband.
Nach einem Bericht des Spiegel verkaufte Rabinowytsch im Jahre 2002 zusammen mit dem Waffenhändler Victor Bout zwischen 150 und 200 ehemals sowjetische Panzer der Typen T-55 und T-62 an die Taliban. Rabinowytsch bestritt die Aussagen dieser Berichte. In den USA gilt eine ständige Einreiseverweigerung gegen Rabinowytsch wegen „mutmaßlicher Beteiligung an der organisierten Kriminalität, Geldwäsche, Drogenschmuggels und des Verkaufs von Kriegswaffen an Nordkorea und den Irak, Auftragsmorden und anderen Verbrechen“ (Übersetzung des deutschen Artikelautors).
Der Publizist Jürgen Roth bezeichnet Rabinowytsch als „das wichtigste Verbindungsstück zwischen legalen und kriminellen Geschäftsmännern [sic] in der ehemaligen Sowjetunion“. In Roths Buch „Der Oligarch“ (Hamburg 2001) äußert sich Rabinowytsch über kriminelle Verflechtungen der russischen Mafia in Europa, dem Bericht nach in der Folge einer Aufforderung des vormaligen Vorsitzenden des Zentralrats der Juden in Deutschland Ignatz Bubis, „seinen Namen zu säubern“, um ein würdiger Vorsitzender der jüdischen Gemeinde in der Ukraine zu sein.
Rabinowytsch ist auch wegen seiner philanthropischen Aktivitäten bekannt. Er ist der Stifter einer goldenen Menorah für den Platz an der Jerusalemer Klagemauer und spendete über 10 Mio. israelische Schekel (entspr. ca. 2 Mio. €) für die Restauration der Hurva-Synagoge im jüdischen Viertel der Jerusalemer Altstadt. Im Jahr 2011 gründete er, gemeinsam mit Ihor Kolomojskyj, den Fernsehsender Jewish News One.
Am 25. März 2014 reichte Rabinowytsch die Unterlagen für seine Kandidatur bei der Präsidentschaftswahl in der Ukraine ein. Er erreichte bei diesen Wahlen am 25. Mai ein Wahlergebnis von 2,25 %.
Anlässlich der Ukraine-Krise gab die OSZE Mitte November 2016 an, dass Teilnehmer bei einer von seiner Partei „Für das Leben“ organisierten Demonstration Geld erhalten haben.
2021 klagte Rabinowytsch gegen Präsident Selenskyj, nachdem dessen Regierung drei als pro-russisch geltende Fernsehsender schließen ließ.
Ein Monat nach Beginn des Angriffskrieges Russlands in der Ukraine am 24. Februar 2022, verfasste Rabinowytsch eine Erklärung, die auf der Website des European Jewish Parliament veröffentlicht wurde, darin schrieb er zum Krieg: »In der derzeitigen Situation, wenn jeden Tag Hunderte, Tausende Menschen sterben, muss alles, was möglich ist, getan werden, um die Konfliktparteien zu einer Beruhigung zu bewegen und sich zurückzuziehen.« Mitte April 2022 platzierte die Kiewer Regierung Rabinowytsch auf eine Liste mit Namen von insgesamt 111 sogenannten „Verrätern“. Ihnen wurde vorgeworfen, mit Russland kollaboriert zu haben. Neben Rabinowytsch standen noch eine Handvoll weiterer jüdische Personen auf der Liste, darunter die frühere Politikerin Anna German. Rabinowytsch war jedoch der einzige Leiter einer jüdischen Organisation.

## Privates
Von 2007 bis 2013 war Rabinowytsch Präsident des Profi-Fußballvereins FK Arsenal Kiew.